# Roy de Riemer
Roy de Riemer (Bandoeng (Java), 10 december 1932 - Den Haag, 1994) was een Nederlands journalist, schrijver en dichter, en medegrondlegger van de Pasar Malam. 

## Biografie
Als 7-jarige indo-jongen werd Roy de Riemer met zijn moeder in een jappenkamp geïnterneerd en gedwongen Japanse oorlogsgruwelen te aanschouwen. Na de Tweede Wereldoorlog belandde hij in Den Haag en doorliep de middelbare school op het toen als streng te boek staande Tiemstra college. Vervolgens studeerde hij tropische landbouwkunde om hierna definitief te kiezen voor journalistiek.
Na zijn huwelijk met Nicole van der Wilde (Internationaal Perscentrum Nieuwspoort) op 27 april 1961 in Holborn, GB, kreeg De Riemer een dochter, Dinky (1961). Nicole en Roy scheidden in 1967. Met Mak de Haan – De Riemers laatste vriendin – voedde hij haar zoon Edsar op, die hij als zijn zoon beschouwde.

## Pasar Malam Tong-Tong
Eind jaren ’60 kwam Ellen Derksen in Roy de Riemers leven. Zij organiseerde sinds 1960 de Pasar Malam Tong-Tong (naar een idee van o.a. Tjalie Robinson). In 1969 werd De Riemers voorzitter van de organiserende stichting Tong Tong. Hij hield zich bezig met onder meer de publiciteit, Ellen Derksen en haar moeder Ems Grizèl vooral met de organisatie en journalist Dick Slootweg combineerde programmering met publiciteit.
In mei 1969 leidde Roy de Riemer de Pasar Malam vanaf de voormalige Haagse Dierentuin - de huidige vestigingsplaats van de Provincie Zuid-Holland - naar de ruimere Houtrusthallen, waar deze uitgroeide tot Nederlands meest vooraanstaande Nederlands-Indische markt. Om daar wegwijs te kunnen blijven ontwikkelde De Riemer de jaarlijkse Pasar Malam-gids "Boekoe Pienter". Deze stratengids zou vooral vanaf 1988 op het Malieveld zijn diensten gaan bewijzen.
In februari 1989 stapte De Riemer na bijna twintig jaar op als voorzitter van de stichting Tong Tong. Vanuit behoud van culturele oorspronkelijkheid zag hij geen heil in het Malieveld voor de Pasar Malam Tong-Tong. Hij voorzag verlies van de Indische cultuur door onvermijdelijke mensenmassa's.

## Loopbaan
Roy de Riemers toepassing van taal was vrijwel even precies als creatief. Hieronder zijn loopbaan.
- ANWB (Toeristenkampioen) – redacteur
- Algemeen Dagblad – eindredacteur
- De Haagse Post – redacteur
- Het Vaderland – eindredacteur
- Nieuwspoort Nieuws – redacteur
- Nieuwsbrief voor overheid en bedrijfsleven – hoofdredacteur
- Media ANALYSE magazine – uitgever/hoofdredacteur

De Riemer publiceerde ook als chroniqueur onder het pseudoniem Frederik Haesepadt. In de wekelijkse huis-aan-huiskrant Haags Stadsblad verspreidde hij zijn kroniek “Den Haag INTIEM” van eind 1973 tot eind 1976. Vervolgens verscheen vanaf 1977 onder hetzelfde pseudoniem De Riemers wekelijkse Kroegen Top Tien, aanvankelijk in dagblad Het Vaderland en daarna in het wekelijks verschijnende huis-aan-huisblad Nieuwsblad Nu.
Zijn levenswerk, de poëtische trilogie “tuinvrouwen”, heeft Roy de Riemer door vroegtijdig overlijden niet kunnen voltooien. Na het verschijnen van de eerste twee bundels "femme-jardin" en "geurige tuinen" vond hij op 6 november 1994 zijn einde onder de Haagse Malibrug in het destijds ijskoude Smidswater.
Hierna herdacht het Algemeen Dagblad Roy op 11 november via zijn oud-collega Herman van den Akker als volgt: "Hij tartte – als hij wilde – zijn vrienden. Hij tartte – vooral – zijn vijanden. Hij tartte het leven zelf."